# Campeonato Mundial de Lucha de 2009
El LX Campeonato Mundial de Lucha se celebró en Herning (Dinamarca) entre el 21 y el 27 de septiembre de 2009. Fue organizado por la Federación Internacional de Luchas Asociadas (FILA) y la Federación Danesa de Lucha.
Las competiciones se realizaron en las instalaciones del recinto ferial Messecenter Herning de la ciudad danesa.

## Resultados

### Lucha grecorromana masculina
| Evento         | Oro                        | Plata                        | Bronce                                                           |
| -------------- | -------------------------- | ---------------------------- | ---------------------------------------------------------------- |
| 55 kg (25.09)  | Hamid Surian Irán          | Roman Amoyan Armenia         | Håkan Nyblom Dinamarca Rövşən Bayramov Azerbaiyán                |
| 60 kg (26.09)  | Islam-Beka Albiyev · Rusia | Dilshod Aripov Uzbekistán    | Nurbakyt Tenguizbayev · Kazajistán · Vitali Rəhimov · Azerbaiyán |
| 66 kg (27.09)  | Fərid Mansurov Azerbaiyán  | Manuchar Tsjadaia Georgia    | Ambako Vachadze · Rusia · Pedro Mulens Herrera · Cuba            |
| 74 kg (27.09)  | Selçuk Çebi Turquía        | Mark Madsen Dinamarca        | Aliaxandr Kikiniou · Bielorrusia · Farshad Alizadeh · Irán       |
| 84 kg (26.09)  | Nazmi Avluca Turquía       | Mélonin Noumonvi Francia     | Habibolah Ajlagui · Irán · Pablo Shorey Hernández · Cuba         |
| 96 kg (26.09)  | Balázs Kiss · Hungría      | Jimmy Lidberg · Suecia       | Amir Aliakbari · Irán · Aslanbek Jushtov · Rusia                 |
| 120 kg (27.09) | Mijaín López Núñez · Cuba  | Dremiel Byers Estados Unidos | Jalmar Sjöberg · Suecia · Rıza Kayaalp · Turquía                 |

### Lucha libre masculina
| Evento         | Oro                           | Plata                               | Bronce                                                         |
| -------------- | ----------------------------- | ----------------------------------- | -------------------------------------------------------------- |
| 55 kg (21.09)  | Yang Kyong-Il Corea del Norte | Sezer Akgül Turquía                 | Rizvan Gadzhiyev · Bielorrusia · Viktor Lebedev · Rusia        |
| 60 kg (22.09)  | Besik Kudujov · Rusia         | Zəlimxan Hüseynov Azerbaiyán        | Dilshod Mansurov · Uzbekistán · Vasyl Fedoryshyn · Ucrania     |
| 66 kg (21.09)  | Mehdi Tagavi Irán             | Rasul Dzhukayev · Rusia             | Leonid Spiridonov · Kazajistán · Tatsuhiro Yonemitsu · Japón   |
| 74 kg (23.09)  | Denis Tsargush · Rusia        | Çamsulvara Çamsulvarayev Azerbaiyán | Ramesh Kumar India Sadeg Gudarzi Irán                          |
| 84 kg (22.09)  | Zaurbek Soxiyev Uzbekistán    | Jakob Herbert Estados Unidos        | Ibrahim Aldatov · Ucrania · Şərif Şərifov · Azerbaiyán         |
| 96 kg (21.09)  | Jadzhimurat Gatsalov · Rusia  | Xetaq Qazyumov Azerbaiyán           | Guiorgui Gogshelidze Georgia Serhat Balcı Turquía              |
| 120 kg (22.09) | Bilial Majov · Rusia          | Fardin Masumi Irán                  | Ioannis Arzumanidis · Grecia · Tervel Dlagnev · Estados Unidos |

### Lucha libre femenina
| Evento        | Oro                        | Plata                       | Bronce                                                       |
| ------------- | -------------------------- | --------------------------- | ------------------------------------------------------------ |
| 48 kg (23.09) | Mariya Stadnik Azerbaiyán  | Lorisa Oorzhak · Rusia      | So Sim-Hyang · Corea del Norte · Liudmyla Balushka · Ucrania |
| 51 kg (23.09) | Sofia Mattsson · Suecia    | Han Kum-Ok Corea del Norte  | Yuri Kai · Japón · Olexandra Kohut · Ucrania                 |
| 55 kg (24.09) | Saori Yoshida Japón        | Sona Əhmədli Azerbaiyán     | Alena Filipava · Bielorrusia · Tonya Verbeek · Canadá        |
| 59 kg (24.09) | Yuliya Ratkeviç Azerbaiyán | Agata Pietrzyk · Polonia    | Marianna Sastin · Hungría · Hanna Vasylenko · Ucrania        |
| 63 kg (24.09) | Mio Nishimaki Japón        | Liubov Volosova · Rusia     | Yelena Shalyguina · Kazajistán · Justine Bouchard · Canadá   |
| 67 kg (25.09) | Martine Dugrenier · Canadá | Yuliya Bartnovskaya · Rusia | Badrajyn Odonchimeg Mongolia Ifeoma Iheanacho Nigeria        |
| 72 kg (25.09) | Qin Xiaoqing China         | Ochirbatyn Burmaa Mongolia  | Maider Unda · España · Stanka Zlateva · Bulgaria             |

## Medallero
| Núm. | País            | Oro | Plata | Bronce | Total |
| ---- | --------------- | --- | ----- | ------ | ----- |
| 1    | Rusia           | 5   | 4     | 3      | 12    |
| 2    | Azerbaiyán      | 3   | 4     | 3      | 10    |
| 3    | Irán            | 2   | 1     | 4      | 7     |
| 4    | Turquía         | 2   | 1     | 2      | 5     |
| 5    | Japón           | 2   | 0     | 2      | 4     |
| 6    | Corea del Norte | 1   | 1     | 1      | 3     |
| 6    | Suecia          | 1   | 1     | 1      | 3     |
| 6    | Uzbekistán      | 1   | 1     | 1      | 3     |
| 9    | Canadá          | 1   | 0     | 2      | 3     |
| 9    | Cuba            | 1   | 0     | 2      | 3     |
| 11   | Hungría         | 1   | 0     | 1      | 2     |
| 12   | China           | 1   | 0     | 0      | 1     |
| 13   | Estados Unidos  | 0   | 2     | 1      | 3     |
| 14   | Dinamarca       | 0   | 1     | 1      | 2     |
| 14   | Georgia         | 0   | 1     | 1      | 2     |
| 14   | Mongolia        | 0   | 1     | 1      | 2     |
| 17   | Armenia         | 0   | 1     | 0      | 1     |
| 17   | Francia         | 0   | 1     | 0      | 1     |
| 17   | Polonia         | 0   | 1     | 0      | 1     |
| 20   | Ucrania         | 0   | 0     | 5      | 5     |
| 21   | Bielorrusia     | 0   | 0     | 3      | 3     |
| 21   | Kazajistán      | 0   | 0     | 3      | 3     |
| 23   | Bulgaria        | 0   | 0     | 1      | 1     |
| 23   | España          | 0   | 0     | 1      | 1     |
| 23   | Grecia          | 0   | 0     | 1      | 1     |
| 23   | India           | 0   | 0     | 1      | 1     |
| 23   | Nigeria         | 0   | 0     | 1      | 1     |
|      | TOTAL           | 21  | 21    | 42     | 84    |